# M22 Locust
M22 Locust byl americký lehký tank používaný za druhé světové války.
O vývoji nového lehkého tanku pro výsadkové operace bylo rozhodnuto v únoru 1941. V dubnu 1942 bylo objednáno 500 kusů tohoto stroje, později se počet zvýšil na 1900 kusů, avšak nakonec bylo dodáno jen 830 vozidel. Do výzbroje byly první tanky zařazeny v dubnu 1943. Korba tanku byla svařovaná, věž byla odlévaná. S úpravami byl použit podvozek tanku z lehkého tanku M5 Stuart. Tank mohl být přepravován kluzáky Hamilcar nebo letounem C-54, ale žádný americký kluzák ho však neunesl. Britská armáda tyto tanky využila při operaci Varsity, přechodu Rýna v roce 1945.